# Mohammad Abu Zrayq
Vous pouvez aider à l'améliorer ou bien discuter des problèmes sur sa page de discussion.
- Il ne cite pas suffisamment ses sources. Vous pouvez indiquer les passages à sourcer avec {{référence nécessaire}} ou {{Référence souhaitée}}, et inclure les références utiles en les liant aux notes de bas de page. (Marqué depuis avril 2024)
- Certaines informations devraient être mieux reliées aux sources mentionnées dans la bibliographie ou les liens externes. Améliorez sa vérifiabilité en les associant par des références. (Marqué depuis avril 2024)

- Archive Wikiwix
- Bing
- Cairn
- DuckDuckGo
- E. Universalis
- Gallica
- Google
- G. Books
- G. News
- G. Scholar
- Persée
- Qwant
- (zh) Baidu
- (ru) Yandex
- (wd) trouver des œuvres sur Wikidata

Mohammad Abu Zrayq connu sous le nom de Shararah, né le 30 décembre 1997 à Ar Ramtha en Jordanie, est un footballeur international jordanien. Il joue au poste d'ailier à Al Ramtha SC.

## Carrière

### En club
Il fait ses débuts en Jordanie avec Al Ramtha SC. À l'été 2019, il est prêté à Al-Sailiya SC. Le 9 janvier 2022, il rejoint l'Ahli Tripoli en transfert libre. Le 15 août 2022, il signe pour 3 ans à l'Espérance sportive de Tunis.
Il joue son premier match avec les Sang et Or le 15 octobre 2022 lors du match retour du tour préliminaire de la Ligue des champions de la CAF au Stade olympique de Radès contre les Nigérians de Plateau United. Il entre à la 63e à la place d'Aziz Abid et le club tunisois gagne le match 1-0 et passe au tour suivant. Le 26 octobre, il inscrit son premier but contre le CS Chebba.

### En sélection
Il joue son premier match en sélection le 7 juin 2019 lors d'une rencontre amicale contre la Slovaquie. Il marque son premier but international le 1er février 2021 contre le Tadjikistan, lors d'une autre rencontre amicale.

## Palmarès
- Vainqueur du championnat de Jordanie en 2025
- Vainqueur de la coupe de Jordanie en 2024
- Vainqueur de la supercoupe de Jordanie en 2024